# Laulara
Laulara – miejscowość i poddystrykt w Timorze Wschodnim, w dystrykcie Aileu. Jest najmniejszym z czterech poddystryktów w dystrykcie Aileu. Zajmuje powierzchnię 60,87 km² i liczy 7173 mieszkańców (2010).

## Miejscowość

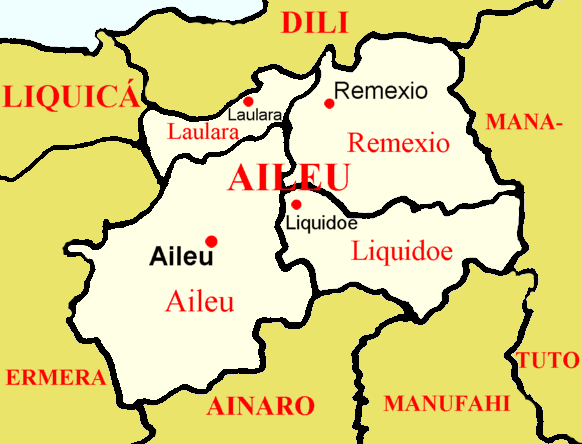
Laulara na północy dytryktu Aileu

Laulara położona jest 5 km na południe od stolicy Timoru Wschodniego Dili, a od stolicy dystryktu Aileu miasto dzieli 15 km. Pomimo tego, że miejscowość znajduje się dosyć blisko morza, leży na wysokości 642 m n.p.m.

## Poddystrykt
Poddystrykt Laulara tworzy wąski pas pomiędzy dystryktem Dili a poddystryktem Aileu. Oprócz tego graniczy z dystryktami: Ermera i Liquica od wschodu oraz z poddystryktem Remexio od zachodu.
W 2010 roku mieszkało tutaj 7173 mieszkańców (w 2004 roku tylko 5448 mieszkańców). Średnia wieku w 2010 wynosiła 17,4 lat (w 2004 roku 16,2 lat). 
Ludność uprawia maniok, kukurydzę, orzechy kokosowe oraz kawę.

## Gminy
Poddystrykt Laulara jest podzielony na 5 gmin:
- Cotolau
- Fatisi
- Madabeno
- Talitu
- Tohumeta